# Покровское (Фарафоновское сельское поселение)
Покровское — деревня в Кашинском городском округе Тверской области России, до 2018 года входила в состав Фарафоновского сельского поселения.

## География
Деревня находится на берегу реки Кашинка в 3 км на юг от города Кашина.

## История
В 1806 году в селе была построена каменная Покровская церковь с 2 престолами, метрические книги с 1780 года. 
В конце XIX — начале XX века село входило в состав Подберезской волости Кашинского уезда Тверской губернии. 
С 1929 года деревня являлась центром Покровского сельсовета Кашинского района Кимрского округа Московской области, с 1935 года — в составе Калининской области, с 1994 года — в составе Фарафоновского сельского округа, с 2005 года — в составе Фарафоновского сельского поселения, с 2018 года — в составе Кашинского городского округа.

## Население
| 1859 | 1889 | 2002 | 2010 |
| ---- | ---- | ---- | ---- |
| 236  | ↗313 | ↘9   | ↘5   |